# Juan Grandinetti
Juan Grandinetti (Buenos Aires, 1 de octubre de 1991) es un actor argentino de cine, teatro y televisión. Es hijo del actor Darío Grandinetti.

## Carrera profesional
Es el segundo hijo del matrimonio conformado por el actor argentino Darío Grandinetti y la artista catalana Eulalia Lombarte Llorca. Siguió los pasos de su padre tras iniciarse en el teatro en roles secundarios. Se formó como actor con Julio Chávez y Claudio Garófalo.
En la pantalla chica actuó en ciclos como 23 pares con Érica Rivas, Fabián Vena y María Onetto, Mis noches sin ti con un gran elenco en el que estuvieron Arnaldo André y Adriana Aizemberg, entre otras.
En cine debutó con la película El prisionero irlandés de 2014, dirigida por Carlos María Jaureguialzo y Marcela Silva y Nasute, protagonizada por Alexia Moyano y Tom Harris y Pinamar de 2017 con dirección de Federico Godfrid compartiendo protagónico con Lautaro Churruarín. Participó de varios cortometrajes en la universidad del cine de Eliseo Subiela.

## Filmografía

### Cine
| Año  | Título                 | Papel         | Director                                                    |
| ---- | ---------------------- | ------------- | ----------------------------------------------------------- |
| 2015 | El prisionero irlandés | Santos        | Carlos M. Jaureguialzo y Marcela Silva y Nasute             |
| 2017 | Pinamar                | Pablo         | Federico Godfrid                                            |
| 2017 | Despido procedente     | Guido         | Lucas Figueroa                                              |
| 2017 | Te esperaré            | Federico Creu | Alberto Lecchi                                              |
| 2017 | Pescador               | Nicolás       | José Glusman                                                |
| 2019 | Bruja                  | Joaquín       | Marcelo Páez Cubells                                        |
| 2020 | Ni héroe ni traidor    | Matías        | Nicolás Savignone                                           |
| 2020 | La maldición del guapo | Jorge         | Beda Docampo Feijóo                                         |
| 2020 | Giro de ases           | Martín        | Sebastián Tabany                                            |
| 2021 | Competencia oficial    | Ariel         | Mariano Cohn y Gastón Duprat                                |
| 2021 | Los inventados         | Lucas         | Leo Basilico, Nicolás Longinotti y Pablo Rodríguez Pandolfi |
| 2022 | Contando ovejas        | Leandro       | José Corral Llorente                                        |
| 2022 | Mama no enRedes        | Leo           | Daniela Fejerman                                            |

### Televisión
| Año  | Título                   | Papel               | Notas                                  |
| ---- | ------------------------ | ------------------- | -------------------------------------- |
| 2011 | Tiempo de pensar         | Francisco           | Episodio: «El cuerpo de ella»          |
| 2012 | 23 pares                 | Martín Acuña        | Episodio: «Dos puntas tiene el camino» |
| 2014 | Guapas                   | Hernán              |                                        |
| 2015 | Variaciones Walsh        | Marcos González     | Episodio: «La sombra de un pájaro»     |
| 2016 | Las palomas y las bombas | Lencinas (joven)    |                                        |
| 2017 | Mis noches sin ti        | Ángel               |                                        |
| 2018 | Encerrados               | Cuidador de Esteban | Episodio: «Agorafobia»                 |
| 2018 | Real                     | Tomás               |                                        |
| 2021 | Los hombres de Paco      | Rober               |                                        |
| 2023 | Hit                      | Christian           |                                        |
| 2024 | Hay algo en el bosque    | Cosme Garza         |                                        |

## Teatro
- La Pilarcita (2015/2016/2017) con Pilar Boyle, Mercedes Moltedo y Luz Palazon.
- Yo no duermo la siesta (2015/2016/2017/2018)) con Mauro Álvarez, Agustina Cabo, Laura Grandinetti (quien también es su hermana]], Sandra Grandinetti, Luciana Grasso, María Marull y Marcelo Pozzi.
- Toc toc (2017)
- Romeo y Julieta (2014), con Irene Almus, Francisco Andrade, Juan Arana, Joselo Bella, Roxana Berco, Enrique Dumont, Oscar Ferrigno,Juan Pablo Galimberti,pietro gian, Mariana Giovine,Francisco González Gil, Julián Marcove, Federico Marrale,Agustín Meneses, Franco Moix,Leandro Morcillo, Michel Noer,Manuel Novoa,Alejo Ortiz,Claudia Pisanú, Gabriel Rovito,Facundo Rubiño,Jorge Seleme, Liliana Simsi,Lucía Stella, Miryam Strat y Rita Terranova.
- Vuelve (2012/2013)
- Mineros (2012)
- Por amor a Lou (2011), con Joaquín Berthold, Héctor Bidonde, Walter Jakob, Ana Luz Kallsten, Heinz Krattiger, Ariel Levenberg, William Prociuk, Horacio Roca y María Socas.
- Robinson Crusoe... el mar (2011), con Francisco González Gil y Paco Gorriz.
- Vestuario de hombres (2011), con Joaquín Berthold, Federico Buso, Julián Calviño, Héctor Díaz, Walter Jakob, Javier Niklison, entre otros.
- Grietas (2009) con Fer Juan Luppi.
- Monstruo dotado de debilidad (2005), junto a Luciano Cáceres e Iride Mockert.

## Premios y nominaciones
Obtuvo el premio revelación Florencio Sánchez 2010 por su actuación en la obra Vestuario de hombres, dirigida por Javier Daulte.
En el 2017 ganó el premio al Mejor Actor por su actuación en la película argentina Pinamar, y recibió el galardón  en el acto de clausura de la 20° Edición del Festival Internacional de Cine de Punta del Este.
En el 2018 fue nominado como revelación masculina por su papel en Pinamar.